# Ludwig Eibl
Ludwig Eibl (* 14. Dezember 1842 in Wien; † 26. Mai 1918 in München) war ein österreichischer Stilllebenmaler und Bildhauer in München.

## Leben

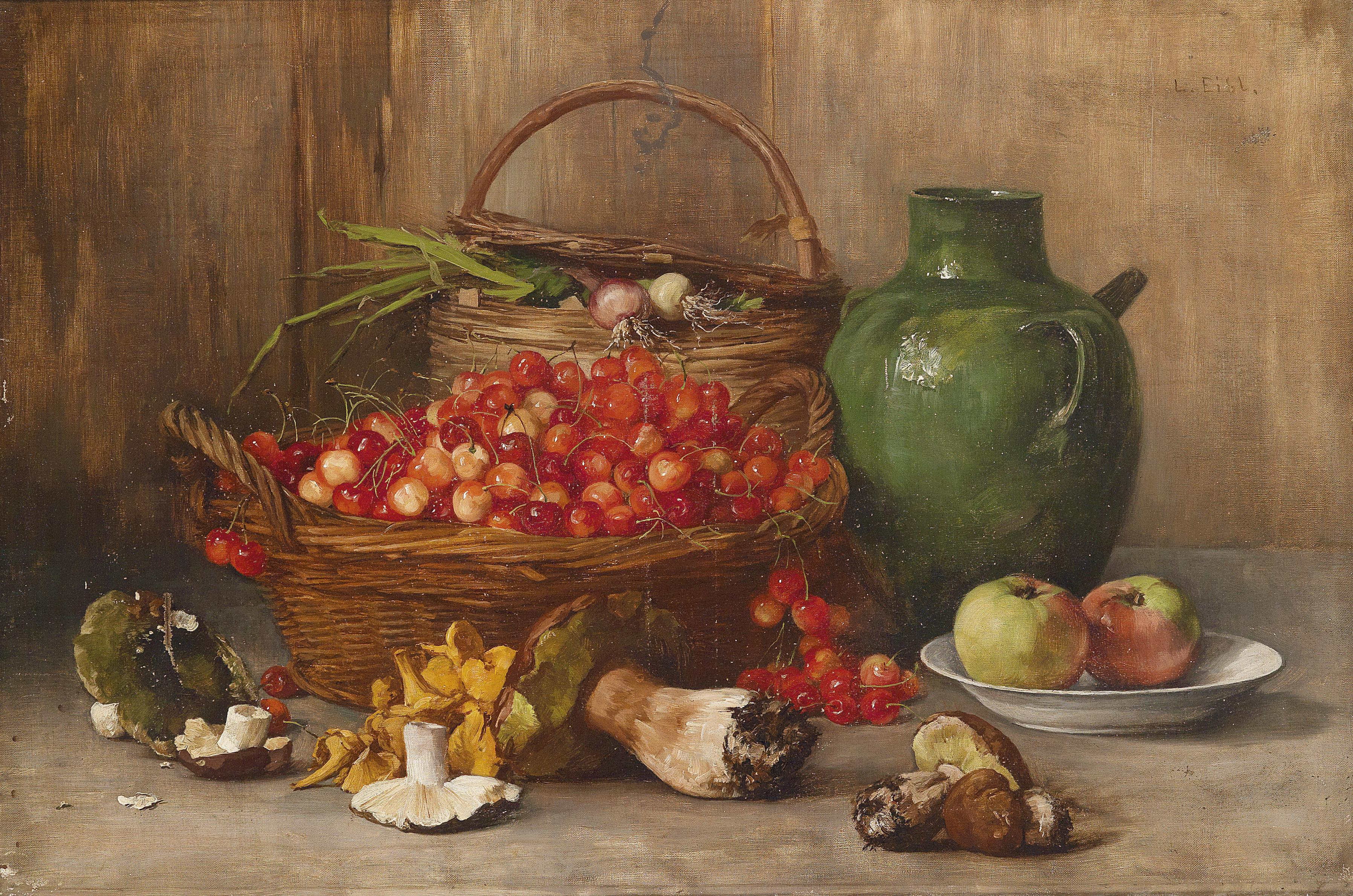
Stillleben mit Pilzen, Kirschen und Tonkrug

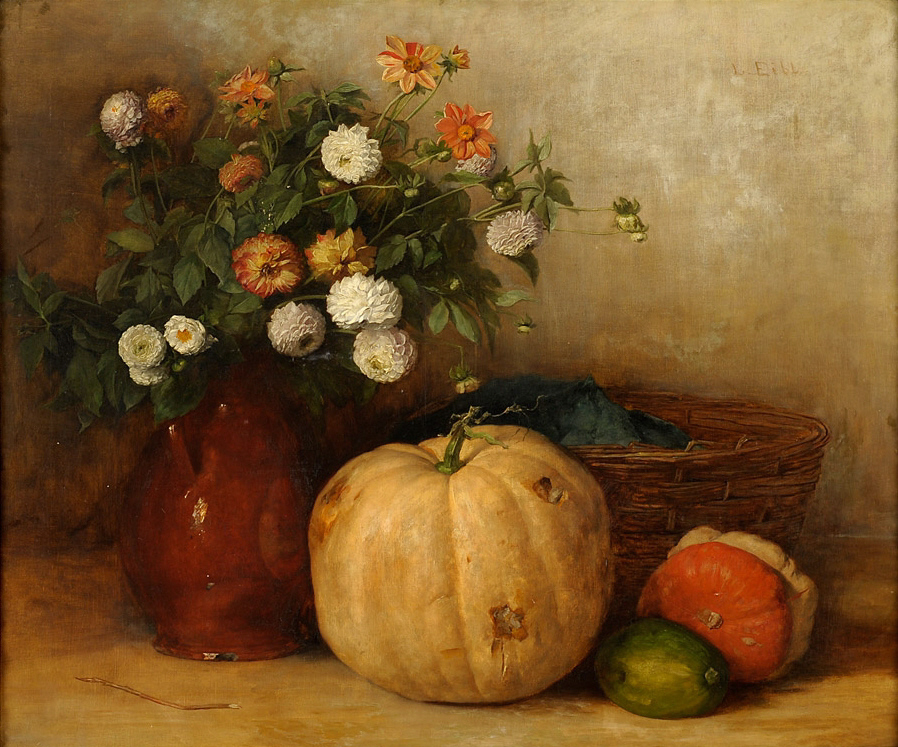
Stillleben mit Blumen und Kürbis

Ludwig Eibl studierte in den Jahren 1859 bis 1864 an der Akademie der bildenden Künste Wien, in den Jahren 1859/60 und von 1861 bis 1864 Bildhauerei, in den Jahren 1860/61 Malerei. Zur Vertiefung seiner Bildhauerei ging er anschließend nach Paris. Ab November 1870 studierte er an der Königlichen Akademie der Bildenden Künste in München Malerei, bei Johann Leonhard Raab und bei Wilhelm von Diez, zu dessen Malerschule er gezählt wurde. Er ließ sich in München nieder, wo er zum Kreis um Wilhelm Leibl gehörte.
Eibl malte Stillleben, vor allem Jagdstillleben mit Wildgeflügel, Gemüse, Obst, daneben Jagdepisoden und einzelne Porträts. Mit Anton Fink und Josef Schmitzberger schuf er Deckenmedaillons im Jagdzimmer von Schloss Herrenchiemsee. Auf internationalen Ausstellungen in Berlin war er in den Jahren 1881, 1891, 1893, 1894 und 1899 vertreten. Die Berliner Nationalgalerie erwarb von Eibl einen weiblichen Studienkopf. Aus seiner bildhauerischen Tätigkeit ist ein Kriegerdenkmal auf dem Nordfriedhof München bekannt, das er 1874 gemeinsam mit Hermann Oehlmann geschaffen hatte.